# Kabinet-Rochussen
Het kabinet-Rochussen was een liberaal-conservatief Nederlands kabinet dat regeerde van 18 maart 1858 tot en met 23 februari 1860.
Dit kabinet kon niet veel tot stand brengen. Plannen op het gebied van koloniën en een belastinghervorming haalden niet de eindstreep.
Het kabinet komt ten val als de Eerste Kamer - onder gejuich van de publieke tribune - de ontwerp-Spoorwegwet verwerpt. Dat ontwerp gaat uit van staatsaanleg door particuliere maatschappijen, die door de staat zouden worden gesubsidieerd.
Er werden vooral spoorwegen gepland die Rotterdam goed zouden ontsluiten. Verzet van afgevaardigden uit onder meer Amsterdam (daarin gesteund door de koning) en uit de noordelijke provincies maakte het voorstel kansloos.

## Ministers
| Minister van Buitenlandse Zaken                                                 | J.K. baron van Goltstein      | cons. lib.         |                        |
| Minister van Justitie                                                           | C.H.B. Boot                   | cons. lib.         |                        |
| Minister van Binnenlandse Zaken                                                 | J.G.H. van Tets van Goudriaan | liberaal           |                        |
| Minister van Financiën                                                          | P.Ph. van Bosse               | liberaal           |                        |
| Minister van Oorlog                                                             | C.Th. van Meurs               | geen pol. stroming | tot 1 september 1859   |
| Minister van Oorlog                                                             | E.A.O. de Casembroot          | conservatief       | vanaf 1 september 1859 |
| Minister van Marine                                                             | J.S. Lotsy                    | liberaal           |                        |
| Minister van Koloniën                                                           | J.J. Rochussen                | conservatief       |                        |
| Minister van Zaken der rooms-katholieke Eredienst                               | J.W. van Romunde              | cons. kath         |                        |
| Minister van Zaken van de Hervormde en andere Erediensten, behalve die der r.k. | C.H.B. Boot                   | cons. lib.         | a.i., tot 3 april 1858 |
| Minister van Zaken van de Hervormde en andere Erediensten, behalve die der r.k. | J. Bosscha                    | conservatief       | vanaf 3 april 1858     |

## Mutaties
Minister Van Meurs treedt af vanwege kritiek op zijn beleid met betrekking tot het onder de wapenen houden van lichtingen militairen. Vanwege de oorlogssituatie in Italië worden door de Duitse Bond (een samenwerkingsverband waartoe ook Limburg behoort) legers gemobiliseerd. Een wetsvoorstel hierover wordt aangenomen, maar er is daarbij veel kritiek op de minister. Hij vraagt daarom om zijn ontslag.
Schimmelpenninck ·
De Kempenaer-Donker Curtius ·
Thorbecke I ·
Van Hall-Donker Curtius ·
Van der Brugghen ·
Rochussen ·
Van Hall-Van Heemstra ·
Van Zuylen van Nijevelt-Van Heemstra ·
Thorbecke II ·
Fransen van de Putte ·
Van Zuylen van Nijevelt ·
Van Bosse-Fock ·
Thorbecke III ·
De Vries-Fransen van de Putte ·
Heemskerk-Van Lynden van Sandenburg ·
Kappeyne van de Coppello ·
Van Lynden van Sandenburg ·
Heemskerk Azn. ·
Mackay ·
Van Tienhoven ·
Röell ·
Pierson ·
Kuyper ·
De Meester ·
Heemskerk ·
Cort van der Linden ·
Ruijs de Beerenbrouck I ·
Ruijs de Beerenbrouck II ·
Colijn I ·
De Geer I ·
Ruijs de Beerenbrouck III ·
Colijn II ·
Colijn III ·
Colijn IV ·
Colijn V ·
De Geer II ·
Gerbrandy I ·
Gerbrandy II ·
Gerbrandy III ·
Schermerhorn-Drees ·
Beel I ·
Drees-Van Schaik ·
Drees I ·
Drees II ·
Drees III ·
Beel II* ·
De Quay ·
Marijnen ·
Cals ·
Zijlstra* ·
De Jong ·
Biesheuvel I ·
Biesheuvel II* ·
Den Uyl ·
Van Agt I ·
Van Agt II ·
Van Agt III* ·
Lubbers I ·
Lubbers II ·
Lubbers III ·
Kok I ·
Kok II ·
Balkenende I ·
Balkenende II ·
Balkenende III* · 
Balkenende IV ·
Rutte I ·
Rutte II · 
Rutte III ·
Rutte IV ·  
Schoof

* rompkabinet